# Heinz Wodarczyk
Heinz Wodarczyk (12. marts 1922 – 1. januar 1945) var en tysk jagerpilot under 2. verdenskrig. Han er kendt fordi han i bogen og filmen Den Længste Dag får æren for sammen med oberstløjtnant Josef Priller at have gennemført det eneste tyske luftangreb på allierede styrker på invasionsstrandene på D-dag. Wodarczyk fløj en FW 190 i 4. Staffel af Jagdgeschwader 26. Han nedskød den 11. juni 1944 to P-38 Lightning jagerfly. 
Wodarczyk omkom senere under operation Bodenplatte den 1. januar 1945, da hans fly blev styrtede ned øst for Wijhe, 15 km syd for Zwolle i Holland. Årsagen til styrtet er ikke kendt, men det antages, at han var blevet ramt af antiluftskyts.